# Menires do Cerro do Camacho
Os Menires do Cerro do Camacho consistem num conjunto de cinco monumentos megalíticos, situado no concelho de Vila do Bispo, na região do Algarve, em Portugal.

## Descrição e história
O agrupamento do Cerro do Camacho engloba cinco menires, provavelmente do período neo-Calcolítico, situados de forma dispersa. Foram esculpidos em calcário de tons brancos, e apresentam forma subcilíndrica ou ovóide, tendo o maior 1,45 m de altura. Este exemplar possui uma cruz esculpida de braços iguais e três covinhas na parte superior, pelo que poderá ter sido utilizado como marco delimitador de uma antiga propriedade, durante o período moderno. O conjunto está situado nas imediações do Ribeiro da Zorreira, a cerca de meio quilómetro de distância do Monte dos Amantes, no sentido Sul.
Faz parte de um grupo de monumentos megalíticos situados nas proximidades, conhecido como Conjunto de Menires da Vila do Bispo, que inclui igualmente os os exemplares de Amantes 1 e Amantes 2, Pedra Escorregadia, e Casa do Francês.
Em 6 de Dezembro de 1979, o Serviço Regional de arqueologia da Zona Sul fez uma proposta para a classificação dos conjunto dos menires no concelho de Vila do Bispo, e em 6 de Junho de 1983 a Comissão Nacional Provisória de Arqueologia emitiu um parecer onde defendeu a sua categorização como Imóvel de Interesse Público. O despacho de homologação foi publicado em 6 de Julho de 1983 pelo Secretário de Estado da Cultura. Porém, o processo ficou em suspenso até Setembro de 2010, quando a directora regional de cultura do Algarve, Dália Paulo, anunciou que pretendia concluir os processos para a classificação de dezassete imóveis da região até ao final do ano, que já tinham sido homologados como de Interesse Público ou nacional, mas que faltava ainda o parecer final do Instituto de Gestão do Património Arquitectónico e Arqueológico, e a sua publicação em Diário da República. Entre os vários monumentos que iriam ser abrangidos por esta medida incluiam-se os cromeleques de Amantes 1 e 2. Esta decisão foi apoiada pelo presidente da Câmara Municipal de Vila do Bispo, Adelino Soares, que considerou que iria desenvolver «o valor megalítico do concelho», tendo igualmente informado que naquela altura estavam a serem inventariados outros agrupamentos de menires pelos serviços do município e pela Direcção Regional de Cultura, e que no futuro poderia ser organizado um roteiro megalítico, caso fossem melhorados os acessos.

## Leitura recomendada
- VICENTE, Eduardo Prescott; MARTINS, Adolfo António da Silveira (1979). «Menires de Portugal». Ethnos (8). Lisboa. p. 107-138